# Ronde van Spanje 2019
De 74e editie van de Ronde van Spanje ging van start op 24 augustus 2019 in Torrevieja en eindigde op zondag 15 september in Madrid.
Titelhouder was de Brit Simon Yates, maar zijn team Mitchelton-Scott besloot hem dit jaar niet te selecteren. Primož Roglič werd de winnaar van deze Vuelta en was daarmee de eerste Sloveense renner die een grote ronde wist te winnen. Nederlandse en Belgische etappezeges werden behaald door respectievelijk Fabio Jakobsen en Philippe Gilbert (tevens ploeggenoten bij Deceuninck–Quick-Step), die beiden twee ritten op hun naam schreven.
Het combinatieklassement, dat in 2002 heringevoerd was, werd met ingang van deze editie opnieuw afgeschaft. De witte trui die bij dit klassement hoorde, bleef echter wel bestaan en zou voortaan worden uitgereikt aan de leider van het jongerenklassement. Dit komt overeen met de Ronde van Italië en de Ronde van Frankrijk, die eveneens een witte trui kennen voor hun jongerenklassement.

## Parcours
De Vuelta telde dit jaar 3.272,2 kilometer. De koers vertrok vanuit de regio Valencia en trok langzaam naar het noorden. In de Pyreneeën deed de Vuelta Andorra en Frankrijk aan. Vervolgens trok het peloton langs de noordkust van Spanje om de slotdagen rondom de finishplaats Madrid te koersen.

## Deelnemende ploegen
De achttien World-Tour ploegen hadden automatisch startrecht en de organisatie deelde verder vier wildcards uit.
| 18 UCI World Tour-ploegen | 18 UCI World Tour-ploegen | 18 UCI World Tour-ploegen | 4 wildcards                   |
| ------------------------- | ------------------------- | ------------------------- | ----------------------------- |
| AG2R La Mondiale          | EF Education First        | Team INEOS                | Burgos-BH                     |
| Astana Pro Team           | Groupama-FDJ              | Team Jumbo-Visma          | Caja Rural-Seguros RGA        |
| Bahrain-Merida            | Lotto Soudal              | Team Katjoesja Alpecin    | Cofidis                       |
| BORA-hansgrohe            | Movistar Team             | Team Sunweb               | Euskadi Basque Country-Murias |
| CCC Team                  | Mitchelton-Scott          | Trek-Segafredo            |                               |
| Deceuninck–Quick-Step     | Team Dimension Data       | UAE Team Emirates         |                               |
|                           |                           |                           |                               |
|                           |                           |                           |                               |

## Etappe-overzicht
| Datum    | Etappe            | Start – finish                             | Afstand (km)      | Type                | Winnaar                                                                                        | Ploeg                                                                                          | Klassementsleider  |
| -------- | ----------------- | ------------------------------------------ | ----------------- | ------------------- | ---------------------------------------------------------------------------------------------- | ---------------------------------------------------------------------------------------------- | ------------------ |
| 24 aug.  | 1                 | Salinas de Torrevieja – Torrevieja         | 13,4              | Ploegentijdrit      | Astana Pro Team (Boaro, Cataldo, Fraile, Fuglsang, G. Izagirre, J. Izagirre, López en Sánchez) | Astana Pro Team (Boaro, Cataldo, Fraile, Fuglsang, G. Izagirre, J. Izagirre, López en Sánchez) | Miguel Ángel López |
| 25 aug.  | 2                 | Benidorm – Calpe                           | 199,6             | Heuvelrit           | Nairo Quintana                                                                                 | Movistar Team                                                                                  | Nicolas Roche      |
| 26 aug.  | 3                 | Ibi – Alicante                             | 188               | Heuvelrit           | Sam Bennett                                                                                    | BORA-hansgrohe                                                                                 | Nicolas Roche      |
| 27 aug.  | 4                 | Cullera – El Puig                          | 175,7             | Vlakke rit          | Fabio Jakobsen                                                                                 | Deceuninck–Quick-Step                                                                          | Nicolas Roche      |
| 28 aug.  | 5                 | L'Eliana – Observatorium van Javalambre    | 170,7             | Bergrit             | Ángel Madrazo                                                                                  | Burgos-BH                                                                                      | Miguel Ángel López |
| 29 aug.  | 6                 | Mora de Rubielos – Ares del Maestrat       | 198,9             | Bergrit             | Jesús Herrada                                                                                  | Cofidis                                                                                        | Dylan Teuns        |
| 30 aug.  | 7                 | Onda – Alto Mas de la Costa                | 183,2             | Bergrit             | Alejandro Valverde                                                                             | Movistar Team                                                                                  | Miguel Ángel López |
| 31 aug.  | 8                 | Valls – Igualada                           | 166,9             | Vlakke rit          | Nikias Arndt                                                                                   | Team Sunweb                                                                                    | Nicolas Edet       |
| 1 sept.  | 9                 | Andorra la Vella – Cortals d'Encamp        | 94,4              | Bergrit             | Tadej Pogačar                                                                                  | UAE Team Emirates                                                                              | Nairo Quintana     |
| 2 sept.  | Rustdag in Pau    | Rustdag in Pau                             | Rustdag in Pau    | Rustdag in Pau      | Rustdag in Pau                                                                                 | Rustdag in Pau                                                                                 | Rustdag in Pau     |
| 3 sept.  | 10                | Jurançon – Pau                             | 36,2              | Individuele tijdrit | Primož Roglič                                                                                  | Team Jumbo-Visma                                                                               | Primož Roglič      |
| 4 sept.  | 11                | Saint-Palais – Urdax-Dantxarinea           | 180               | Heuvelrit           | Mikel Iturria                                                                                  | Euskadi Basque Country-Murias                                                                  | Primož Roglič      |
| 5 sept.  | 12                | Circuito de Navarra – Bilbao               | 171,4             | Heuvelrit           | Philippe Gilbert                                                                               | Deceuninck–Quick-Step                                                                          | Primož Roglič      |
| 6 sept.  | 13                | Bilbao – Los Machucos                      | 166,4             | Bergrit             | Tadej Pogačar                                                                                  | UAE Team Emirates                                                                              | Primož Roglič      |
| 7 sept.  | 14                | San Vicente de la Barquera – Oviedo        | 188               | Vlakke rit          | Sam Bennett                                                                                    | BORA-hansgrohe                                                                                 | Primož Roglič      |
| 8 sept.  | 15                | Tineo – Santuario del Acebo                | 154,4             | Bergrit             | Sepp Kuss                                                                                      | Team Jumbo-Visma                                                                               | Primož Roglič      |
| 9 sept.  | 16                | Pravia – Alto de la Cubilla                | 144,4             | Bergrit             | Jakob Fuglsang                                                                                 | Astana Pro Team                                                                                | Primož Roglič      |
| 10 sept. | Rustdag in Burgos | Rustdag in Burgos                          | Rustdag in Burgos | Rustdag in Burgos   | Rustdag in Burgos                                                                              | Rustdag in Burgos                                                                              | Rustdag in Burgos  |
| 11 sept. | 17                | Aranda de Duero – Guadalajara              | 219,6             | Vlakke rit          | Philippe Gilbert                                                                               | Deceuninck–Quick-Step                                                                          | Primož Roglič      |
| 12 sept. | 18                | Colmenar Viejo – Becerril de la Sierra     | 177,5             | Bergrit             | Sergio Higuita                                                                                 | EF Education First                                                                             | Primož Roglič      |
| 13 sept. | 19                | Ávila – Toledo                             | 165,2             | Vlakke rit          | Rémi Cavagna                                                                                   | Deceuninck–Quick-Step                                                                          | Primož Roglič      |
| 14 sept. | 20                | Arenas de San Pedro – Plataforma de Gredos | 190,4             | Bergrit             | Tadej Pogačar                                                                                  | UAE Team Emirates                                                                              | Primož Roglič      |
| 15 sept. | 21                | Fuenlabrada – Madrid                       | 106,6             | Vlakke rit          | Fabio Jakobsen                                                                                 | Deceuninck–Quick-Step                                                                          | Primož Roglič      |

## Klassementsleiders na elke etappe
| Etappe         | Rode trui Algemeen klassement | Groene trui Puntenklassement | Bolletjestrui Bergklassement | Witte trui Jongerenklassement | Geel rugnummer Ploegenklassement | Groen rugnummer Strijdlust |
| 1              | Miguel Ángel López            | niet uitgereikt              | Jakob Fuglsang               | Miguel Ángel López            | Astana Pro Team                  | niet uitgereikt            |
| 2              | Nicolas Roche                 | Nairo Quintana               | Ángel Madrazo                | Miguel Ángel López            | Team Sunweb                      | Ángel Madrazo              |
| 3              | Nicolas Roche                 | Nairo Quintana               | Ángel Madrazo                | Miguel Ángel López            | Team Sunweb                      | Ángel Madrazo              |
| 4              | Nicolas Roche                 | Sam Bennett                  | Ángel Madrazo                | Miguel Ángel López            | Team Sunweb                      | Jorge Cubero               |
| 5              | Miguel Ángel López            | Sam Bennett                  | Ángel Madrazo                | Miguel Ángel López            | Movistar Team                    | José Herrada               |
| 6              | Dylan Teuns                   | Sam Bennett                  | Ángel Madrazo                | Miguel Ángel López            | Movistar Team                    | Jesús Herrada              |
| 7              | Miguel Ángel López            | Nairo Quintana               | Ángel Madrazo                | Miguel Ángel López            | Movistar Team                    | Sergio Henao               |
| 8              | Nicolas Edet                  | Nairo Quintana               | Ángel Madrazo                | Miguel Ángel López            | Movistar Team                    | David de la Cruz           |
| 9              | Nairo Quintana                | Nairo Quintana               | Ángel Madrazo                | Miguel Ángel López            | Movistar Team                    | Geoffrey Bouchard          |
| 10             | Primož Roglič                 | Primož Roglič                | Ángel Madrazo                | Miguel Ángel López            | Movistar Team                    | niet uitgereikt            |
| 11             | Primož Roglič                 | Primož Roglič                | Ángel Madrazo                | Miguel Ángel López            | Movistar Team                    | Alex Aranburu              |
| 12             | Primož Roglič                 | Primož Roglič                | Ángel Madrazo                | Miguel Ángel López            | Movistar Team                    | Philippe Gilbert           |
| 13             | Primož Roglič                 | Primož Roglič                | Ángel Madrazo                | Tadej Pogačar                 | Movistar Team                    | Héctor Sáez                |
| 14             | Primož Roglič                 | Primož Roglič                | Ángel Madrazo                | Tadej Pogačar                 | Movistar Team                    | Diego Rubio                |
| 15             | Primož Roglič                 | Primož Roglič                | Ángel Madrazo                | Tadej Pogačar                 | Movistar Team                    | Sergio Samitier            |
| 16             | Primož Roglič                 | Primož Roglič                | Geoffrey Bouchard            | Tadej Pogačar                 | Movistar Team                    | Ángel Madrazo              |
| 17             | Primož Roglič                 | Primož Roglič                | Geoffrey Bouchard            | Tadej Pogačar                 | Movistar Team                    | Nairo Quintana             |
| 18             | Primož Roglič                 | Primož Roglič                | Geoffrey Bouchard            | Miguel Ángel López            | Movistar Team                    | Sergio Higuita             |
| 19             | Primož Roglič                 | Primož Roglič                | Geoffrey Bouchard            | Miguel Ángel López            | Movistar Team                    | Rémi Cavagna               |
| 20             | Primož Roglič                 | Primož Roglič                | Geoffrey Bouchard            | Tadej Pogačar                 | Movistar Team                    | Tao Geoghegan Hart         |
| 21             | Primož Roglič                 | Primož Roglič                | Geoffrey Bouchard            | Tadej Pogačar                 | Movistar Team                    | niet uitgereikt            |
| Eindklassement | Primož Roglič                 | Primož Roglič                | Geoffrey Bouchard            | Tadej Pogačar                 | Movistar Team                    | Miguel Ángel López         |

## Eindklassementen

### Algemeen klassement
| Plaats    | Naam               | Ploeg             | Tijd      |
| --------- | ------------------ | ----------------- | --------- |
| Rode trui | Primož Roglič      | Team Jumbo-Visma  | 83u07'14" |
| 2         | Alejandro Valverde | Movistar Team     | + 2'33"   |
| 3         | Tadej Pogačar      | UAE Team Emirates | + 2'55"   |
| 4         | Nairo Quintana     | Movistar Team     | + 3'46"   |
| 5         | Miguel Ángel López | Astana Pro Team   | + 4'48"   |
| 6         | Rafał Majka        | BORA-hansgrohe    | + 7'33"   |
| 7         | Wilco Kelderman    | Team Sunweb       | + 10'04"  |
| 8         | Carl Fredrik Hagen | Lotto Soudal      | + 12'54"  |
| 9         | Marc Soler         | Movistar Team     | + 22'27"  |
| 10        | Mikel Nieve        | Mitchelton-Scott  | + 22'34"  |
|           |                    |                   |           |
| 12        | Dylan Teuns        | Bahrain-Merida    | + 24'06"  |

### Nevenklassementen
| Puntenklassement |                  |                       |        |
| Plaats           | Naam             | Ploeg                 | Punten |
| Groene trui      | Primož Roglič    | Team Jumbo-Visma      | 155    |
| 2                | Tadej Pogačar    | UAE Team Emirates     | 136    |
| 3                | Sam Bennett      | BORA-hansgrohe        | 134    |
|                  |                  |                       |        |
| 7                | Philippe Gilbert | Deceuninck–Quick-Step | 73     |
| 12               | Fabio Jakobsen   | Deceuninck–Quick-Step | 59     |

| Bergklassement        |                   |                               |        |
| Plaats                | Naam              | Ploeg                         | Punten |
| Bolletjestrui (blauw) | Geoffrey Bouchard | AG2R La Mondiale              | 76     |
| 2                     | Ángel Madrazo     | Burgos-BH                     | 44     |
| 3                     | Sergio Samitier   | Euskadi Basque Country-Murias | 42     |
|                       |                   |                               |        |
| 6                     | Wout Poels        | Team INEOS                    | 31     |
| 15                    | Philippe Gilbert  | Deceuninck–Quick-Step         | 13     |

| Jongerenklassement |                    |                       |           |
| Plaats             | Naam               | Ploeg                 | Tijd      |
| Witte trui         | Tadej Pogačar      | UAE Team Emirates     | 83u10'09" |
| 2                  | Miguel Ángel López | Astana Pro Team       | + 1'53"   |
| 3                  | James Knox         | Deceuninck–Quick-Step | + 20'00"  |

| Ploegenklassement |                  |            |
| Plaats            | Ploeg            | Tijd       |
| 1                 | Movistar Team    | 248u26'24" |
| 2                 | Astana Pro Team  | + 51'38"   |
| 3                 | Team Jumbo-Visma | + 2u03'42" |

1e etappe ·
2e etappe ·
3e etappe ·
4e etappe ·
5e etappe ·
6e etappe ·
7e etappe ·
8e etappe ·
9e etappe ·
10e etappe ·
11e etappe ·
12e etappe ·
13e etappe ·
14e etappe ·
15e etappe ·
16e etappe ·
17e etappe ·
18e etappe ·
19e etappe ·
20e etappe ·
21e etappe
Startlijst · Eindstanden · Afbeeldingen
 winnaars · rode trui · 
 puntenklassement · 
 bergklassement · 
 combinatieklassement · 
 jongerenklassement · 
 ploegenklassement · 
 strijdlust

 Belgische leiderstruidragers · etappewinnaars

 Nederlandse leiderstruidragers · etappewinnaars
1935 · 1936 · 1937 · 1938 · 1939 · 1940 · 1941 · 1942 · 1943 · 1944 · 1945 · 1946 · 1947 · 1948 · 1949 · 1950 · 1951 · 1952 · 1953 · 1954 · 1955 · 1956 · 1957 · 1958 · 1959 · 1960 · 1961 · 1962 · 1963 · 1964 · 1965 · 1966 · 1967 · 1968 · 1969 · 1970 · 1971 · 1972 · 1973 · 1974 · 1975 · 1976 · 1977 · 1978 · 1979 · 1980 · 1981 · 1982 · 1983 · 1984 · 1985 · 1986 · 1987 · 1988 · 1989 · 1990 · 1991 · 1992 · 1993 · 1994 · 1995 · 1996 · 1997 · 1998 · 1999 · 2000 · 2001 · 2002 · 2003 · 2004 · 2005 · 2006 · 2007 · 2008 · 2009 · 2010 · 2011 · 2012 · 2013 · 2014 · 2015 · 2016 · 2017 · 2018 · 2019 · 2020 · 2021 · 2022 · 2023 · 2024 · 2025
Tour Down Under ·
Great Ocean Road Race ·
Ronde van de Verenigde Arabische Emiraten ·
Omloop Het Nieuwsblad ·
Strade Bianche ·
Parijs-Nice · 
Tirreno-Adriatico · 
Milaan-San Remo ·
Ronde van Catalonië ·
Driedaagse Brugge-De Panne ·
E3 BinckBank Classic ·
Gent-Wevelgem ·
Dwars door Vlaanderen ·
Ronde van Vlaanderen ·
Ronde van het Baskenland ·
Parijs-Roubaix ·
Amstel Gold Race ·
Ronde van Turkije ·
Waalse Pijl ·
Luik-Bastenaken-Luik ·
Ronde van Romandië ·
Eschborn-Frankfurt ·
Ronde van Italië ·
Ronde van Californië ·
Critérium du Dauphiné ·
Ronde van Zwitserland ·
Ronde van Frankrijk ·
Clásica San Sebastián ·
Ronde van Polen ·
RideLondon Classic ·
BinckBank Tour ·
Ronde van Spanje ·
EuroEyes Cyclassics ·
Bretagne Classic ·
GP van Quebec ·
GP van Montreal ·
Ronde van Lombardije ·
Ronde van Guangxi